# Campionati britannici di ciclismo su strada
I Campionati britannici di ciclismo su strada sono la manifestazione ciclistica annuale che assegna il titolo di Campione del Regno Unito. I vincitori hanno il diritto di indossare per un anno la maglia di campione britannico, come accade per il campione mondiale.

## Storia
Dal 1943 al 1958, due organismi - la British League of Racing Cyclists (BLRC) e la National Cyclists' Union (NCU) - organizzarono contemporaneamente dei campionati nazionali britannici. Dal 1946 il campionato della BLRC fu diviso in due competizioni, una corsa dilettantistica ed un campionato "indipendenti", per i corridori semi-professionistici. Un omologo campionato femminile venne lanciato dalla BLRC nel 1947 e dalla NCU nel 1956.
Nel 1959 le due organizzazioni si fusero, dando vita alla Federazione ciclistica britannica (British Cycling Federation); dal 1959 al 1995 vennero così organizzati campionati unificati maschili, distinti per professionisti e dilettanti e riuniti nella categoria Elite dal 1996, e femminili. Nel 1997 fu affiancata alla gara in linea maschile una prova a cronometro individuale; lo stesso avvenne nel 1999 per la gara femminile.

## Campioni in carica
| Uomini Elite | Uomini Elite   |
| ------------ | -------------- |
| In linea     | Samuel Watson  |
| Cronometro   | Ethan Hayter   |
| Donne Elite  |                |
| In linea     | Millie Couzens |
| Cronometro   | Zoe Bäckstedt  |

## Albo d'oro

### Titoli maschili

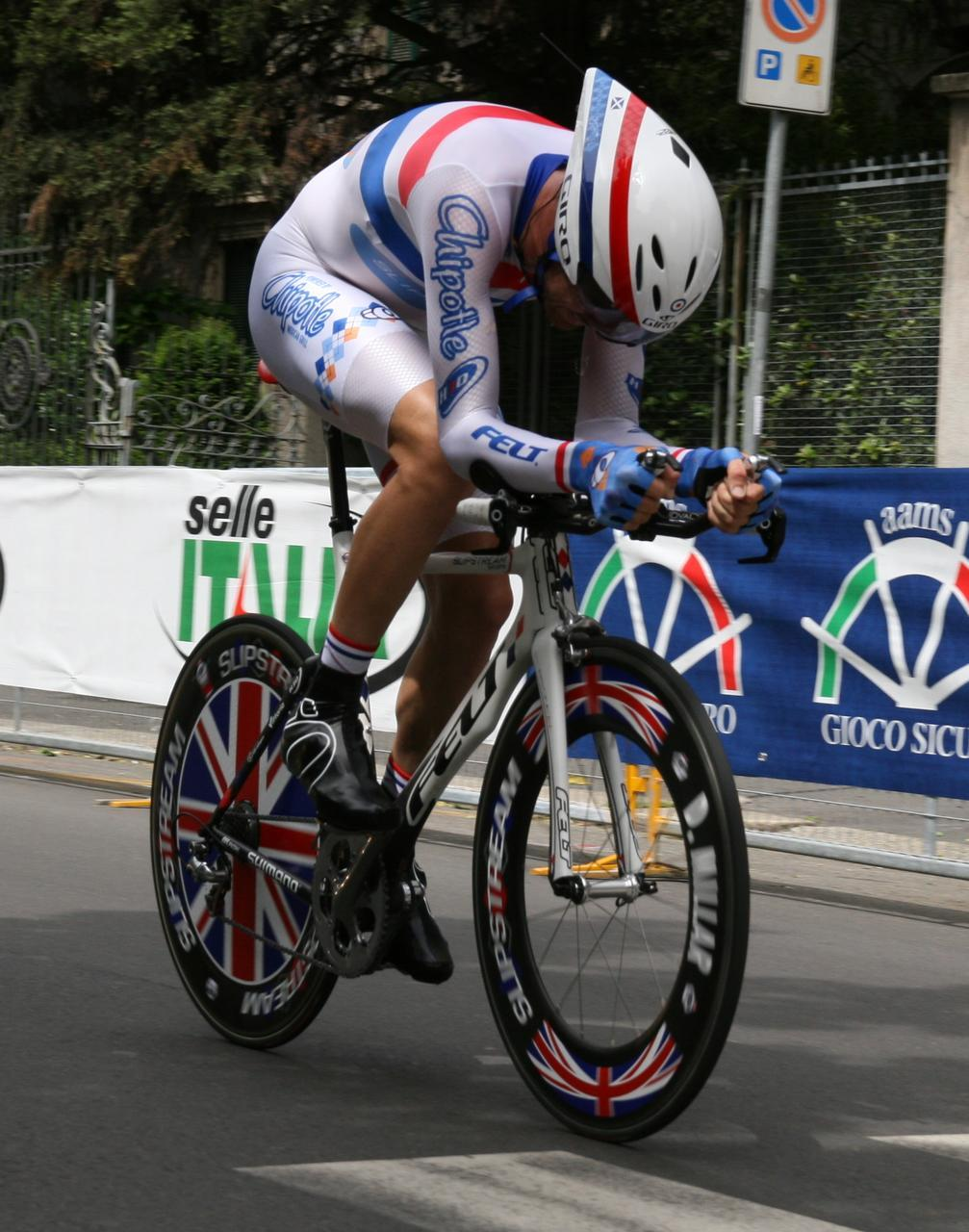
David Millar nell'ultima tappa del Giro d'Italia 2008 con la maglia di Campione nazionale britannico

Aggiornati all'edizione 2025.
| Anno | Vincitore                                    | Secondo                                      | Terzo                                        |
| ---- | -------------------------------------------- | -------------------------------------------- | -------------------------------------------- |
| 1959 | Ron Coe                                      | Owen Blower                                  | John Geddes                                  |
| 1960 | non disputato                                | non disputato                                | non disputato                                |
| 1961 | Dave Bedwell                                 | Tony Mills                                   | Ron Jowers                                   |
| 1962 | John Harvey                                  | Dave Bedwell                                 | Ged Coles                                    |
| 1963 | Albert Hitchen                               | Ken Nuttall                                  | Alan Jacob                                   |
| 1964 | Keith Butler                                 | Albert Hitchen                               | Ged Coles                                    |
| 1965 | Albert Hitchen                               | Mick Coupe                                   | Keith Butler                                 |
| 1966 | Dick Goodman                                 | Bernard Burns                                | Roger Newton                                 |
| 1967 | Colin Lewis                                  | Peter Hill                                   | Arthur Metcalfe                              |
| 1968 | Colin Lewis                                  | John Aslin                                   | Reg Smith                                    |
| 1969 | Bill Lawrie                                  | Dave Nie                                     | Mick Cowley                                  |
| 1970 | Les West                                     | Brian Jolly                                  | Colin Lewis                                  |
| 1971 | Danny Horton                                 | Sid Barras                                   | Albert Hitchen                               |
| 1972 | Gary Crewe                                   | Les West                                     | Derek Harrison                               |
| 1973 | Brian Jolly                                  | Les West                                     | Billy Bilsland                               |
| 1974 | Keith Lambert                                | Billy Bilsland                               | Phil Bayton                                  |
| 1975 | Les West                                     | Keith Lambert                                | Danny Horton                                 |
| 1976 | Geoff Wiles                                  | Sid Barras                                   | Phil Corley                                  |
| 1977 | Phil Edwards                                 | Paul Medhurst                                | Geoff Wiles                                  |
| 1978 | Phil Corley                                  | Bill Nickson                                 | Reg Smith                                    |
| 1979 | Sid Barras                                   | Barry Hoban                                  | Dudley Hayton                                |
| 1980 | Keith Lambert                                | Bill Nickson                                 | Dudley Hayton                                |
| 1981 | Bill Nickson                                 | Nigel Dean                                   | Graham Jones                                 |
| 1982 | John Herety                                  | Sean Yates                                   | Bill Nickson                                 |
| 1983 | Phil Thomas                                  | Keith Lambert                                | Mick Morrison                                |
| 1984 | Steve Joughin                                | Bill Nickson                                 | Malcolm Elliott                              |
| 1985 | Ian Banbury                                  | Dudley Hayton                                | Mark Bell                                    |
| 1986 | Mark Bell                                    | Adrian Timmis                                | Steve Joughin                                |
| 1987 | Paul Sherwen                                 | John Herety                                  | Jack Kershaw                                 |
| 1988 | Steve Joughin                                | Nick Barnes                                  | Chris Lillywhite                             |
| 1989 | Tim Harris                                   | Mark Walsham                                 | Nick Barnes                                  |
| 1990 | Colin Sturgess                               | Ben Luckwell                                 | Harry Lodge                                  |
| 1991 | Brian Smith                                  | Keith Reynols                                | Dave Rayner                                  |
| 1992 | Sean Yates                                   | Brian Smith                                  | Chris Walker                                 |
| 1993 | Malcolm Elliott                              | Brian Smith                                  | Shane Sutton                                 |
| 1994 | Brian Smith                                  | Malcolm Elliott                              | Mark Walsham                                 |
| 1995 | Robert Millar                                | Chris Walker                                 | Chris Lillywhite                             |
| 1996 | David Rand                                   | Andy Naylor                                  | David Cook                                   |
| 1997 | Jeremy Hunt                                  | Mark Walsham                                 | Matt Stephens                                |
| 1998 | Matt Stephens                                | Roger Hammond                                | Darren Barclay                               |
| 1999 | John Tanner                                  | Kevin Dawson                                 | Russell Downing                              |
| 2000 | John Tanner                                  | Jonny Clay                                   | David Millar                                 |
| 2001 | Jeremy Hunt                                  | Robert Hayles                                | John Tanner                                  |
| 2002 | Julian Winn                                  | Tom Southam                                  | Jeremy Hunt                                  |
| 2003 | Roger Hammond                                | Jeremy Hunt                                  | Jamie Alberts                                |
| 2004 | Roger Hammond                                | Tom Southam                                  | Jeremy Hunt                                  |
| 2005 | Russell Downing                              | Steve Cummings                               | Yanto Barker                                 |
| 2006 | Hamish Haynes                                | Roger Hammond                                | Geraint Thomas                               |
| 2007 | David Millar                                 | Daniel Lloyd                                 | Hamish Haynes                                |
| 2008 | Robert Hayles                                | Peter Kennaugh                               | Dean Downing                                 |
| 2009 | Kristian House                               | Daniel Lloyd                                 | Peter Kennaugh                               |
| 2010 | Geraint Thomas                               | Peter Kennaugh                               | Ian Stannard                                 |
| 2011 | Bradley Wiggins                              | Geraint Thomas                               | Peter Kennaugh                               |
| 2012 | Ian Stannard                                 | Alex Dowsett                                 | Russell Hampton                              |
| 2013 | Mark Cavendish                               | Ian Stannard                                 | David Millar                                 |
| 2014 | Peter Kennaugh                               | Ben Swift                                    | Simon Yates                                  |
| 2015 | Peter Kennaugh                               | Mark Cavendish                               | Ian Stannard                                 |
| 2016 | Adam Blythe                                  | Mark Cavendish                               | Andrew Fenn                                  |
| 2017 | Steve Cummings                               | Christopher Lawless                          | Ian Bibby                                    |
| 2018 | Connor Swift                                 | Adam Blythe                                  | Owain Doull                                  |
| 2019 | Ben Swift                                    | Ian Stannard                                 | John Archibald                               |
| 2020 | annullato a causa della pandemia di COVID-19 | annullato a causa della pandemia di COVID-19 | annullato a causa della pandemia di COVID-19 |
| 2021 | Ben Swift                                    | Fred Wright                                  | Ethan Hayter                                 |
| 2022 | Mark Cavendish                               | Samuel Watson                                | Alexandar Richardson                         |
| 2023 | Fred Wright                                  | James Knox                                   | Stephen Williams                             |
| 2024 | Ethan Hayter                                 | Lewis Askey                                  | Max Walker                                   |
| 2025 | Samuel Watson                                | Matthew Brennan                              | Ethan Vernon                                 |

| Anno | Vincitore                                    | Secondo                                      | Terzo                                        |
| ---- | -------------------------------------------- | -------------------------------------------- | -------------------------------------------- |
| 1997 | Graeme Obree                                 | Stuart Dangerfield                           | Jonathan Clay                                |
| 1998 | Stuart Dangerfield                           | David Millar                                 | Tim Buckle                                   |
| 1999 | Chris Newton                                 | David Millar                                 | Stuart Dangerfield                           |
| 2000 | Chris Newton                                 | Tim Buckle                                   | Matthew Bottril                              |
| 2001 | Stuart Dangerfield                           | Michael Hutchinson                           | Julian Ramsbottom                            |
| 2002 | Michael Hutchinson                           | Zak Carr                                     | Stuart Dangerfield                           |
| 2003 | Stuart Dangerfield                           | Julian Winn                                  | Kevin Dawson                                 |
| 2004 | Michael Hutchinson                           | Kevin Dawson                                 | Matthew Bottril                              |
| 2005 | Stuart Dangerfield                           | Michael Hutchinson                           | Jonathan Dayus                               |
| 2006 | Jason MacIntyre                              | Michael Hutchinson                           | Jonathan Dayus                               |
| 2007 | David Millar                                 | Chris Newton                                 | Michael Hutchinson                           |
| 2008 | Michael Hutchinson                           | Wouter Sybrandy                              | Matthew Bottril                              |
| 2009 | Bradley Wiggins                              | Michael Hutchinson                           | Chris Newton                                 |
| 2010 | Bradley Wiggins                              | Christopher Froome                           | Geraint Thomas                               |
| 2011 | Alex Dowsett                                 | Stephen Cummings                             | Matthew Bottrill                             |
| 2012 | Alex Dowsett                                 | Douglas Dewey                                | Matt Clinton                                 |
| 2013 | Alex Dowsett                                 | Matt Bottrill                                | Ben Swift                                    |
| 2014 | Bradley Wiggins                              | Geraint Thomas                               | Alex Dowsett                                 |
| 2015 | Alex Dowsett                                 | Edmund Bradbury                              | Ryan Perry                                   |
| 2016 | Alex Dowsett                                 | James Gullen                                 | Ryan Perry                                   |
| 2017 | Steve Cummings                               | Alex Dowsett                                 | James Gullen                                 |
| 2018 | Geraint Thomas                               | Harry Tanfield                               | Alex Dowsett                                 |
| 2019 | Alex Dowsett                                 | John Archibald                               | Steve Cummings                               |
| 2020 | annullato a causa della pandemia di COVID-19 | annullato a causa della pandemia di COVID-19 | annullato a causa della pandemia di COVID-19 |
| 2021 | Ethan Hayter                                 | Daniel Bigham                                | James Shaw                                   |
| 2022 | Ethan Hayter                                 | Daniel Bigham                                | James Shaw                                   |
| 2023 | Joshua Tarling                               | Fred Wright                                  | Connor Swift                                 |
| 2024 | Joshua Tarling                               | Max Walker                                   | Ethan Vernon                                 |
| 2025 | Ethan Hayter                                 | Samuel Watson                                | Oliver Knight                                |

### Titoli femminili

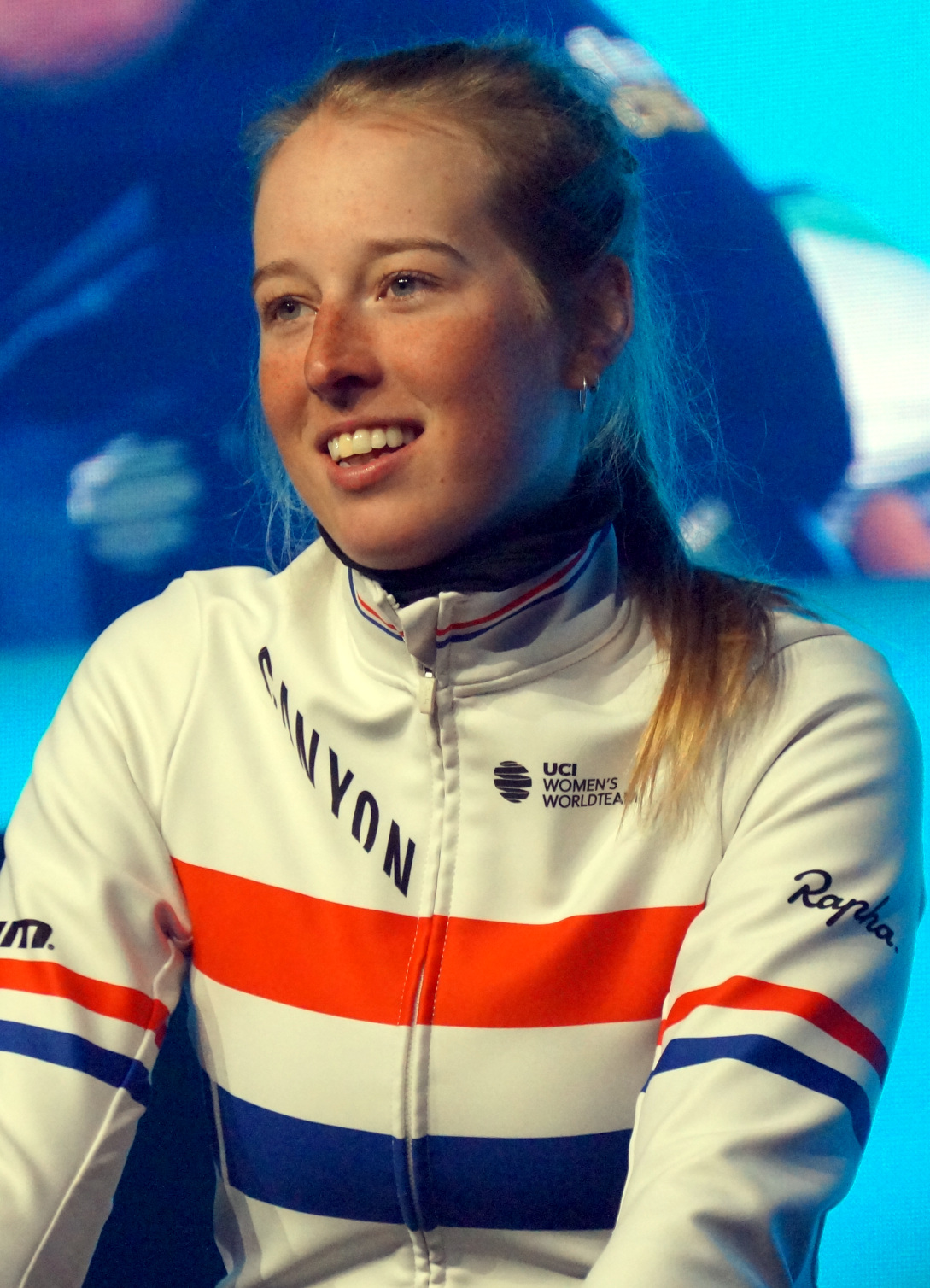
Alice Barnes nel 2020 con la maglia di Campionessa nazionale britannica

Aggiornati all'edizione 2025.
| Anno | Vincitrice                                   | Seconda                                      | Terza                                        |
| ---- | -------------------------------------------- | -------------------------------------------- | -------------------------------------------- |
| 1959 | Beryl Burton                                 | Millie Robinson                              | Sheila Holmes                                |
| 1960 | Beryl Burton                                 | Sheila Holmes                                | Val Baxendine                                |
| 1961 | Jo Bowers                                    | Beryl Burton                                 | Jan Smith                                    |
| 1962 | Jo Bowers                                    | Pat Pepper                                   | Cynthia Cary                                 |
| 1963 | Beryl Burton                                 | Pat Pepper                                   | Jo Bowers                                    |
| 1964 | Val Rushworth                                | Sylvia Beardon                               | Ann Illingworth                              |
| 1965 | Beryl Burton                                 | Susan Crow                                   | Joan Kershaw                                 |
| 1966 | Beryl Burton                                 | Christine Goodfellow                         | Ann Illingworth                              |
| 1967 | Beryl Burton                                 | Barbara Mapplebeck                           | Pat Pepper                                   |
| 1968 | Beryl Burton                                 | Barbara Mapplebeck                           | Sylvia Beardon                               |
| 1969 | Ann Horswell                                 | Bernadette Swinnerton                        | Pat Pepper                                   |
| 1970 | Beryl Burton                                 | Joan Kershaw                                 | Brenda Brown                                 |
| 1971 | Beryl Burton                                 | Bernadette Swinnerton                        | Anne Bailey                                  |
| 1972 | Beryl Burton                                 | Anne Bailey                                  | Pat Pepper                                   |
| 1973 | Beryl Burton                                 | Denise Burton                                | Christine Goodfellow                         |
| 1974 | Beryl Burton                                 | Carol Barton                                 | Christine Goodfellow                         |
| 1975 | Jayne Westbury                               | Denise Burton                                | Cath Swinnerton                              |
| 1976 | Denise Burton                                | Beryl Burton                                 | Carol Barton                                 |
| 1977 | Cath Swinnerton                              | Faith Murray                                 | Josie Randall                                |
| 1978 | Brenda Atkinson                              | Denise Burton                                | Cathy Swinnerton                             |
| 1979 | Brenda Atkinson                              | Cath Swinnerton                              | Bernadette Griffiths                         |
| 1980 | Jill Bishop                                  | Julie Earnshaw                               | Brenda Atkinson                              |
| 1981 | Mandy Jones                                  | Julie Earnshaw                               | Vicki Thomas                                 |
| 1982 | Brenda Atkinson                              | Cath Swinnerton                              | Cath Swinnerton                              |
| 1983 | Mandy Jones                                  | Judith Painter                               | Linda Gornall                                |
| 1984 | Cath Swinnerton                              | Maria Blower                                 | Muriel Sharp                                 |
| 1985 | Brenda Tate                                  | Lisa Bramani                                 | Vicki Thomas                                 |
| 1986 | Lisa Bramani                                 | Vicki Thomas                                 | Linda Flavell                                |
| 1987 | Lisa Bramani                                 | Sally Hodge                                  | Linda Gornall                                |
| 1988 | Lisa Bramani                                 | Sally Hodge                                  | Maria Blower                                 |
| 1989 | Lisa Bramani                                 | Sue Wright                                   | Maria Blower                                 |
| 1990 | Marie Purvis                                 | Alison Butler                                | Maxine Johnson                               |
| 1991 | Marie Purvis                                 | Clare Greenwood                              | Linda Gornall                                |
| 1992 | Marie Purvis                                 | Sarah Phillips                               | Clare Greenwood                              |
| 1993 | Marie Purvis                                 | Maxine Johnson                               | Sarah Phillips                               |
| 1994 | Maxine Johnson                               | Jenny Kershaw                                | Sally Boyden                                 |
| 1995 | Marie Purvis                                 | Ann Plant                                    | Jenny Kershaw                                |
| 1996 | Maria Lawrence                               | Ann Plant                                    | Angela Hunter                                |
| 1997 | Maria Lawrence                               | Isla Rowntree                                | Angela Hunter                                |
| 1998 | Megan Huges                                  | Louise Jones                                 | Sally Boyden                                 |
| 1999 | Nicole Cooke                                 | Yvonne McGregor                              | Ceris Gilfillan                              |
| 2000 | Ceris Gilfillan                              | Caroline Alexander                           | Yvonne McGregor                              |
| 2001 | Nicole Cooke                                 | Ceris Gilfillan                              | Sara Symington                               |
| 2002 | Nicole Cooke                                 | Rachel Heal                                  | Melanie Sears                                |
| 2003 | Nicole Cooke                                 | Rachel Heal                                  | Vicki Pincombe                               |
| 2004 | Nicole Cooke                                 | Rachel Heal                                  | Vicki Pincombe                               |
| 2005 | Nicole Cooke                                 | Rachel Heal                                  | Emma Davies                                  |
| 2006 | Nicole Cooke                                 | Lorna Webb                                   | Joanna Rowsell                               |
| 2007 | Nicole Cooke                                 | Rachel Heal                                  | Helen Wyman                                  |
| 2008 | Nicole Cooke                                 | Emma Pooley                                  | Joanna Rowsell                               |
| 2009 | Nicole Cooke                                 | Elizabeth Armitstead                         | Emma Pooley                                  |
| 2010 | Emma Pooley                                  | Elizabeth Armitstead                         | Nicole Cooke                                 |
| 2011 | Elizabeth Armitstead                         | Nicole Cooke                                 | Sharon Laws                                  |
| 2012 | Sharon Laws                                  | Elizabeth Armitstead                         | Emma Pooley                                  |
| 2013 | Elizabeth Armitstead                         | Laura Trott                                  | Danielle King                                |
| 2014 | Laura Trott                                  | Danielle King                                | Elizabeth Armitstead                         |
| 2015 | Elizabeth Armitstead                         | Alice Barnes                                 | Laura Trott                                  |
| 2016 | Hannah Barnes                                | Alice Barnes                                 | Lucy Garner                                  |
| 2017 | Elizabeth Armitstead                         | Katie Archibald                              | Hannah Barnes                                |
| 2018 | Jessica Roberts                              | Danielle Rowe                                | Eleanor Dickinson                            |
| 2019 | Alice Barnes                                 | Anna Henderson                               | Elizabeth Holden                             |
| 2020 | annullato a causa della pandemia di COVID-19 | annullato a causa della pandemia di COVID-19 | annullato a causa della pandemia di COVID-19 |
| 2021 | Pfeiffer Georgi                              | Josie Nelson                                 | Joscelin Lowden                              |
| 2022 | Alice Towers                                 | Pfeiffer Georgi                              | Anna Henderson                               |
| 2023 | Pfeiffer Georgi                              | Claire Steels                                | Anna Henderson                               |
| 2024 | Pfeiffer Georgi                              | Anna Henderson                               | Elizabeth Deignan                            |
| 2025 | Millie Couzens                               | Pfeiffer Georgi                              | Anna Henderson                               |

| Anno | Vincitrice                                   | Seconda                                      | Terza                                        |
| ---- | -------------------------------------------- | -------------------------------------------- | -------------------------------------------- |
| 1999 | Yvonne McGregor                              | Natascha Maes                                | Melanie Sears                                |
| 2000 | Ceris Gilfillian                             | Sarah Symington                              | Yvonne McGregor                              |
| 2001 | Sally Ashbridge                              | Natascha Maes                                | Rachel Horn                                  |
| 2002 | Frances Newstead                             | Emma Davies                                  | Rachel Heal                                  |
| 2003 | Wendy Houvenaghel                            | Katrina Hair                                 | Vicky Pincombe                               |
| 2004 | Frances Newstead                             | Wendy Houvenaghel                            | Emma Davies                                  |
| 2005 | Julia Shaw                                   | Rachel Heal                                  | Brenda Pennell                               |
| 2006 | Rebecca Romero                               | Wendy Houvenaghel                            | Julia Shaw                                   |
| 2007 | Wendy Houvenaghel                            | Caroline Kloiber                             | Rebecca Romero                               |
| 2008 | Sharon Laws                                  | Julia Shaw                                   | Jessica Allen                                |
| 2009 | Emma Pooley                                  | Wendy Houvenaghel                            | Julia Shaw                                   |
| 2010 | Emma Pooley                                  | Julia Shaw                                   | Wendy Houvenaghel                            |
| 2011 | Wendy Houvenaghel                            | Julia Shaw                                   | Sarah Storey                                 |
| 2012 | Wendy Houvenaghel                            | Julia Shaw                                   | Emma Trott                                   |
| 2013 | Joanna Rowsell                               | Elizabeth Armitstead                         | Katie Colclough                              |
| 2014 | Emma Pooley                                  | Kate Archibald                               | Sarah Storey                                 |
| 2015 | Hayley Simmonds                              | Molly Weaver                                 | Sarah Storey                                 |
| 2016 | Hayley Simmonds                              | Claire Rose                                  | Sarah Storey                                 |
| 2017 | Claire Rose                                  | Hannah Barnes                                | Katie Archibald                              |
| 2018 | Hannah Barnes                                | Alice Barnes                                 | Neah Evans                                   |
| 2019 | Alice Barnes                                 | Hayley Simmonds                              | Hannah Barnes                                |
| 2020 | annullato a causa della pandemia di COVID-19 | annullato a causa della pandemia di COVID-19 | annullato a causa della pandemia di COVID-19 |
| 2021 | Anna Henderson                               | Joscelin Lowden                              | Leah Dixon                                   |
| 2022 | Joscelin Lowden                              | Leah Dixon                                   | Elizabeth Holden                             |
| 2023 | Elizabeth Holden                             | Anna Morris                                  | Elinor Barker                                |
| 2024 | Anna Henderson                               | Claire Steels                                | Elinor Barker                                |
| 2025 | Zoe Bäckstedt                                | Anna Henderson                               | Pfeiffer Georgi                              |